# Tunayana
Tunayana is een inheems volk in Brazilië en Suriname.

## Brazilië
Het woongebied van de Tunayana's in Brazilië is in de Tumucumaque-regio, die zijn deelden met inheemse volken als de Kaxuyana, Wajãpi en Wayana. In 2010 werden 107 Tunayana in Brazilië geteld. Hun taal, het Katuena-Tunayana, wordt door nog weinig mensen gesproken. Het is een dialect van het Waiwai, een subtaal uit de Caribische talen.

## Suriname
In Suriname wonen de Tunayana in het dorp Kwamalasamoetoe, tegen de Braziliaanse grens aan. Net als de Katuena's woonden zij in het stroomgebied van de Trombetas in Brazilië en hadden tot de jaren zestig van de 20e eeuw vrijwel geen contact met westerlingen. Tussen 1963 en 1965 kwam hier verandering in. Missionarissen hadden toen een missie onder Trio's in Alalapadoe, eveneens in Zuid-Suriname. Van hieruit zochten Trio's contact met de Tunayana's om ze over te halen naar de missie van Alalapadoe te komen. Een groot deel van hen gaf hier gevolg aan en woonde sindsdien tussen de Trio's. Ook verhuisden ze in 1976-77 mee naar Kwamalasamoetoe, dat toen nieuw gesticht werd. Toen zij daar eenmaal woonden, kwamen ook andere familieleden uit Brazilië over naar Kwamalasamoetoe. Begin 21e eeuw wonen in het dorp 800 tot 900 Trio's en circa 150 Tunayana's en Katuena's. Rond 2002 vertrok een deel van de Katuena's en Tunayana's en vestigden zich in het verlaten dorp A'yarama in Brazilië.
Arowakken (Lokono) · Karaïben (Kari’na) · Trio · Wayana

Akuriyo · Aparai · Katuena · Mawayana · Saloema · Sikiiyana · Tunayana · Waiwai · Warau